# Acanthonevra scutellopunctata
Acanthonevra scutellopunctata
 es una especie de insecto del género Acanthonevra de la familia Tephritidae del orden Diptera. 

## Historia
Erich Martin Hering la describió científicamente por primera vez en el año 1952.